# Žabí Lhotka (rybník)
Rybník Žabí Lhotka o rozloze vodní plochy 2,0 ha se nalézá asi 1 km jihovýchodně od centra obce Lužec nad Cidlinou v okrese Hradec Králové u polní cesty vedoucí z Lužce nad Cidlinou do hospodářského dvora Žabí Lhotka. 
Rybník je využíván pro chov ryb. 
Rybník Žabí Lhotka je pozůstatkem bývalé rozsáhlé Chlumecké rybniční soustavy, která v době svého největšího rozkvětu čítala na 193 rybníků vybudovaných v průběhu 15. až 16. století v oblasti povodí řek Cidliny a Bystřice.

## Galerie

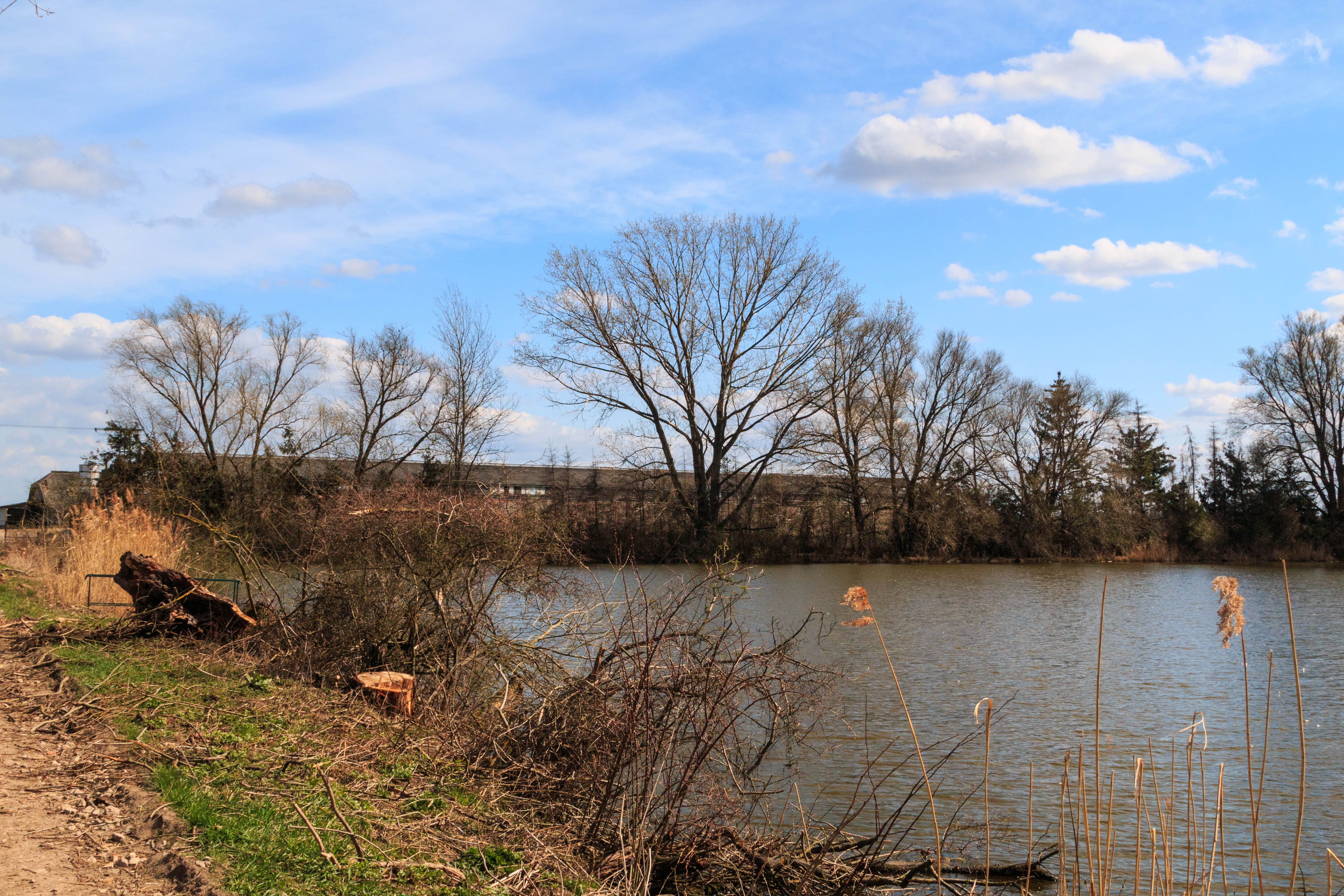
pohled na Rybník Žabí Lhotka
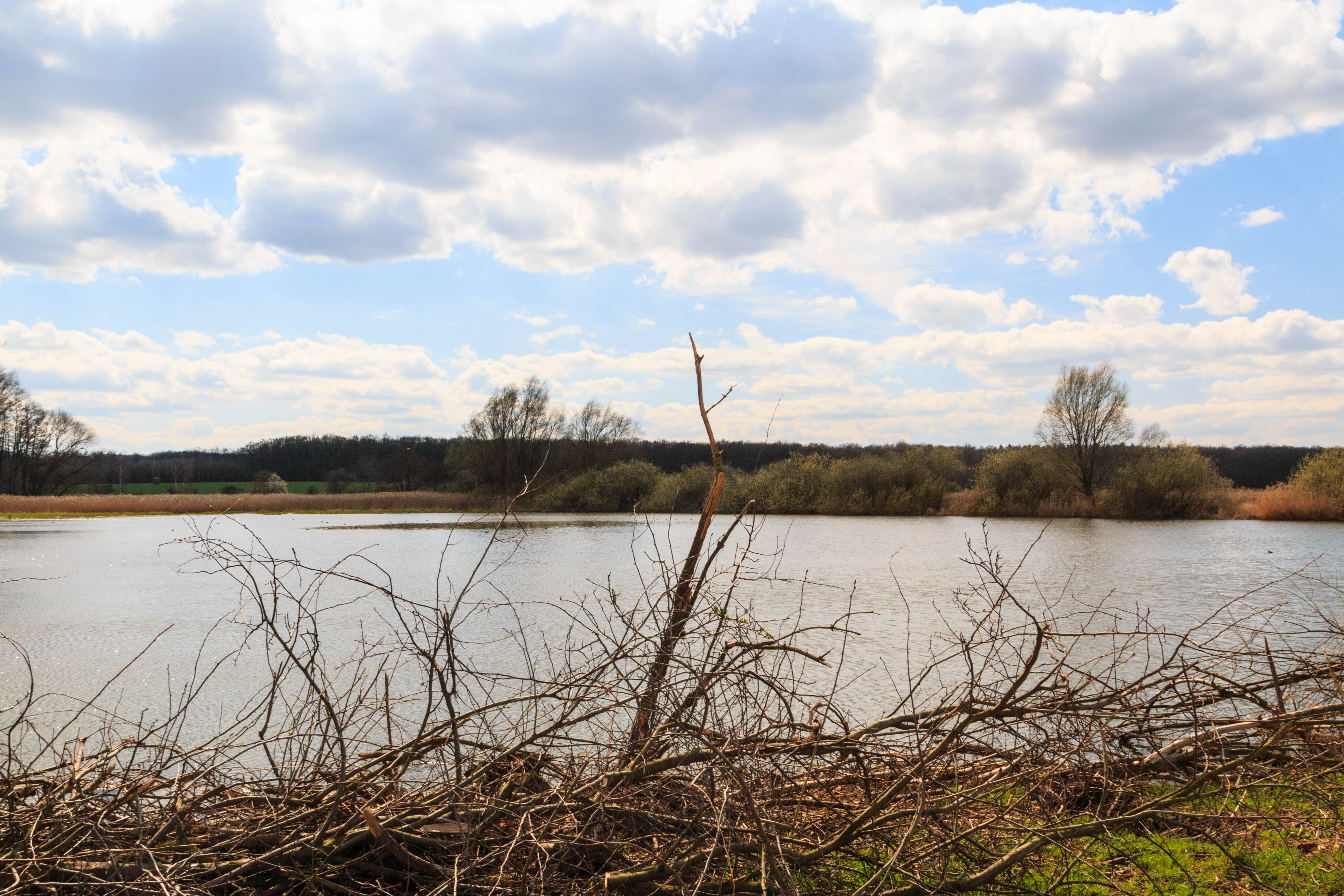
pohled na Rybník Žabí Lhotka
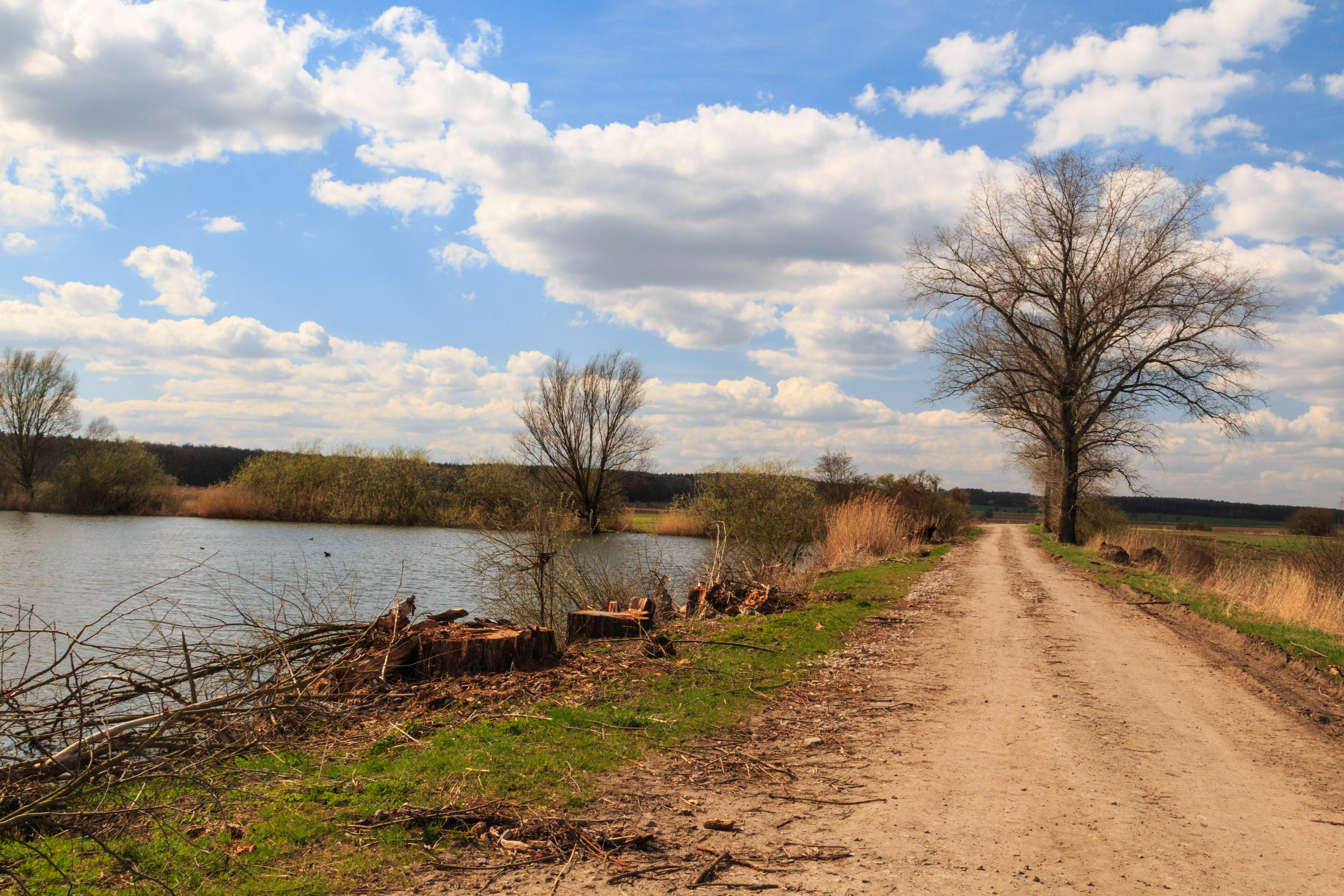
pohled na Rybník Žabí Lhotka